# Asta Skaisgirytė-Liauškienė
Asta Skaisgirytė Liauškienė (ur. 20 marca 1966) – litewska urzędnik państwowa i dyplomatka, w latach 2006–2009 ambasador w Izraelu, od 2009 do 2012 wiceminister spraw zagranicznych. Od 2012 ambasador Litwy w Wielkiej Brytanii. Doradczyni prezydenta Gitanasa Nausedy.

## Życiorys
W 1989 ukończyła studia na Wydziale Filologii Wileńskiego Uniwersytetu Państwowego. W latach 1992–1993 studiowała stosunki międzynarodowe w Instytucie Administracji Publicznej we Francji.
W latach 1989–1990 pracowała jako korespondentka tygodnika "Atgimimas". Na początku lat 90. kierowała Biurem Stosunków Międzyparlamentarnych Sejmu Republiki Litewskiej. Od 1993 zatrudniona na różnych stanowiskach w Ministerstwie Spraw Zagranicznych (m.in. jako I sekretarz w Wydziale Europy Zachodniej Departamentu Politycznego oraz dyrektor Wydziału Europy Północnej tegoż Departamentu). W latach 1998–2003 była ambasadorem we Francji (w okresie 2002–2003 również ambasadorem nierezydującym w Tunezji). Po powrocie do kraju stanęła na czele Departamentu Personalnego MSZ (2003–2006). Od 2006 do 2009 pełniła misję jako ambasador nadzwyczajny i pełnomocny w Izraelu. W lutym 2009 została wiceministrem spraw zagranicznych. W 2012 została ambasadorem Litwy w Wielkiej Brytanii. Została doradczynią prezydenta Litwy Gitanasa Nausedy.
Odznaczona Krzyżem Komandorskim Orderu Legii Honorowej Republiki Francuskiej oraz Krzyżem Komandorskim Orderu "Za zasługi wobec Litwy".
Mówi w językach angielskim, francuskim, rosyjskim i niemieckim.
W 2023 została odznaczona Krzyżem Komandorskim z Gwiazdą Orderu Zasługi Rzeczypospolitej Polskiej.